# Захарычев, Григорий Никитич
Григо́рий Ники́тич Заха́рычев (1906—1951) — советский государственный и военный деятель. Депутат Верховного Совета УССР первого созыва (1938—1947). Делегат XVIII съезда ВКП(б).

## Биография
Родился в 1906 году в бедной крестьянской семье в селе Чернозерье (ныне — в Мокшанском районе Пензенской области). В 1922—1925 годах батрачил в соседнем селе.
В 1925—1928 годах — в Красной армии, слушатель Нижегородской пехотной школы имени Сталина. Член ВКП(б) с 1928 года.
В 1928—1930 — командир взвода стрелкового полка в городе Детское Село. В 1930—1931 годах — слушатель военно-политических курсов имени Энгельса в Ленинграде, после окончания — политрук роты стрелкового полка в Детском Селе. В 1934—1935 — военный комиссар отдельного инженерного батальона. В 1935—1938 годах — слушатель военно-педагогического факультета Военно-политической академии имени Ленина. С апреля 1938 года — военный комиссар стрелковой дивизии Киевского особого военного округа (Жмеринка), с июля 1938 года — член Военного совета Винницкой армейской группы, преобразованной в 1939 году в 6-ю армию. 2 августа 1938 года присвоено воинское звание бригадный комиссар. С 1939 года — член Военного совета 6-й армии (Львов).
В 1940 году был избран депутатом Верховного Совета УССР первого созыва по Яворовскому избирательному округу № 330 Львовской области.
В 1940 году назначен заместителем начальника политического управления Киевского особого военного округа, с января 1941 года — на такой же должности в Сибирском военном округе, с августа 1941 года — начальник политического управления Сибирского военного округа.
В начале 1950-х годов — полковник, начальник политотдела — заместитель начальника по политической части Военно-педагогического института Советской армии.
Погиб в автомобильной катастрофе 31 мая 1951 года.